# Apostolisches Vikariat Tierradentro
Das Apostolische Vikariat Tierradentro (lat.: Apostolicus Vicariatus Tierradentroënsis, span.: Vicariato Apostólico de Tierradentro) ist ein römisch-katholisches Apostolisches Vikariat mit Sitz in der kolumbianischen Region Tierradentro. Sein Gebiet umfasst die Gemeinden Inzá und Páez.

## Geschichte
Das Apostolische Vikariat Tierradentro wurde am 13. Mai 1921 durch Papst Benedikt XV. aus Gebietsabtretungen des Erzbistums Popayán als Apostolische Präfektur Tierradentro errichtet. Am 17. Februar 2000 wurde die Apostolische Präfektur Tierradentro durch Papst Johannes Paul II. zum Apostolischen Vikariat erhoben.

## Ordinarien

### Apostolische Präfekten von Tierradentro
- Emilio Larquère CM, 1923–1949
- Enrique Alejandro Vallejo Bernal CM, 1950–1977
- Germán Garcia Isaza CM, 1977–1988, dann Bischof von Caldas
- Jorge García Isaza CM, 1989–2000

### Apostolische Vikare von Tierradentro
- Jorge García Isaza CM, 2000–2003
- Edgar Hernando Tirado Mazo MXY, 2003–2015
- Óscar Augusto Múnera Ochoa, 2015–2024
  - Sedisvakanz seit 20. Juli 2024